# Средна бронзова епоха
Средната бронзова епоха (1600 пр.н.е. – 1200 пр.н.е.) е периода в Средна Европа, в който се появяват погребенията в надгробни могили и се нарича още „Култура на кургановите погребения“.